# Eristaliomyia brevipennis
Eristaliomyia brevipennis là một loài ruồi trong họ Tachinidae.